# ريبيكا غرير
ريبيكا غرير (بالإنجليزية: Rebecca Greer)‏ هي صحفية أمريكية، ولدت في 1936.